# Langwiesen, Višprijska dolina
Langwiesen je naselje občine Višprijska dolina v okraju Šmohor na Koroškem v Avstriji.